# Église des Douze-Apôtres-sur-les-Abîmes
L'église des Douze-Apôtres-sur-les-Abîmes ou église des fosses communes ou église des Douze Apôtres (en langue russe : Церковь Двенадцати Апостолов на Пропастех) — est un édifice religieux de Veliki Novgorod. Il est situé rue Deciatine dans le quartier d'Outre-Château.

## Histoire
Il existe des chroniques qui rapportent que, déjà en 1230, il existait une première église en bois. Elle s'appelait l'église de la fosse (skoudelni) ou l'église des abîmes.
La ville de Novgorod est connue pour avoir été le lieu d'une terrible famine en 1230. Cette famine était tellement grave que les habitants mourraient par familles entières si bien qu'il ne restait plus personne des leurs pour les enterrer. C'est alors que, sur ordre de l'archevêque Spiridon, une fosse commune est creusée près de l'église. Un préposé y est affecté du nom de Stanile. Il transporte les corps des décédés avec l'aide d'un cheval et cela toute la journée jusqu'à ce que la fosse soit remplie.
L'église en bois brûla plusieurs fois de suite et fut chaque fois restaurée. En 1358, la première et la troisième chronique de Novgorod mentionne la construction d'une église en pierre par les maîtres architectes-maçons André Zakharine et Daniel Kozine. Elle était alors deux fois plus grande que l'église actuelle. Le témoignage des chroniques est quelque peu contradictoire, mais selon les données les plus suivies par les historiens, l'église s'effondra en 1405.
En 1432, sur ordre de l'archevêque de Novgorod Euthyme II, une église en bois est reconstruite. Puis, en 1454, est entreprise la construction d'une église en pierre qui a survécu jusqu'à aujourd'hui. Tout en conservant le style novgorodien l'architecte a réussi à lui donner des dimensions miniatures.
Au XVIe siècle l'église se voit ajouter un étage dont l'un sert de cave et l'autre, au premier, est l'église elle-même. Le clocher et le parvis à l'ouest sont détruits. Le toit est reconstruit en quatre versants. En 1904, après incendie, le toit a été refait en huit versants cette fois.
Au XIXe siècle, l'Archimandrite Macaire (1817-1895) note dans ses mémoires que l'endroit où se trouve l'église s'appelait à l'époque l'île du métropolite. Elle se trouvait dans le jardin appartenant a l'évêché de Novgorod. Puis, plus tard, les dignitaires religieux de Moscou en visite demeuraient également dans ce domaine de l'évêché.
Pendant la Grande Guerre patriotique l'église souffre, mais relativement peu, des combats avec les Allemands. En 1947-1949 elle est restaurée. En 1957—1958, a lieu une autre restauration sous la direction de L. E. Krasnoretchiev, durant laquelle sont menés des travaux des travaux de fouilles et de renforcement de la construction.

## Situation actuelle
En 2008 l'église a été entretenue et la couverture du toit et des coupoles renouvelée. La façade a été blanchie et rénovée. Les pourtours ont été entourés de chemins en pavés.
L'église est devenue un musée et l'accès à l'intérieur du sanctuaire n'est plus autorisé.
Cette église des Douze Apôtres présente de nombreuses similitudes avec celle de Saint-Siméon du monastère de Zverine. Elles sont construites, à 13 années d'intervalle (1467 et 1454), et sont toutes deux de parfaits exemples de l'architecture de Novgorod de cette époque.